# شکسپیر در پارک

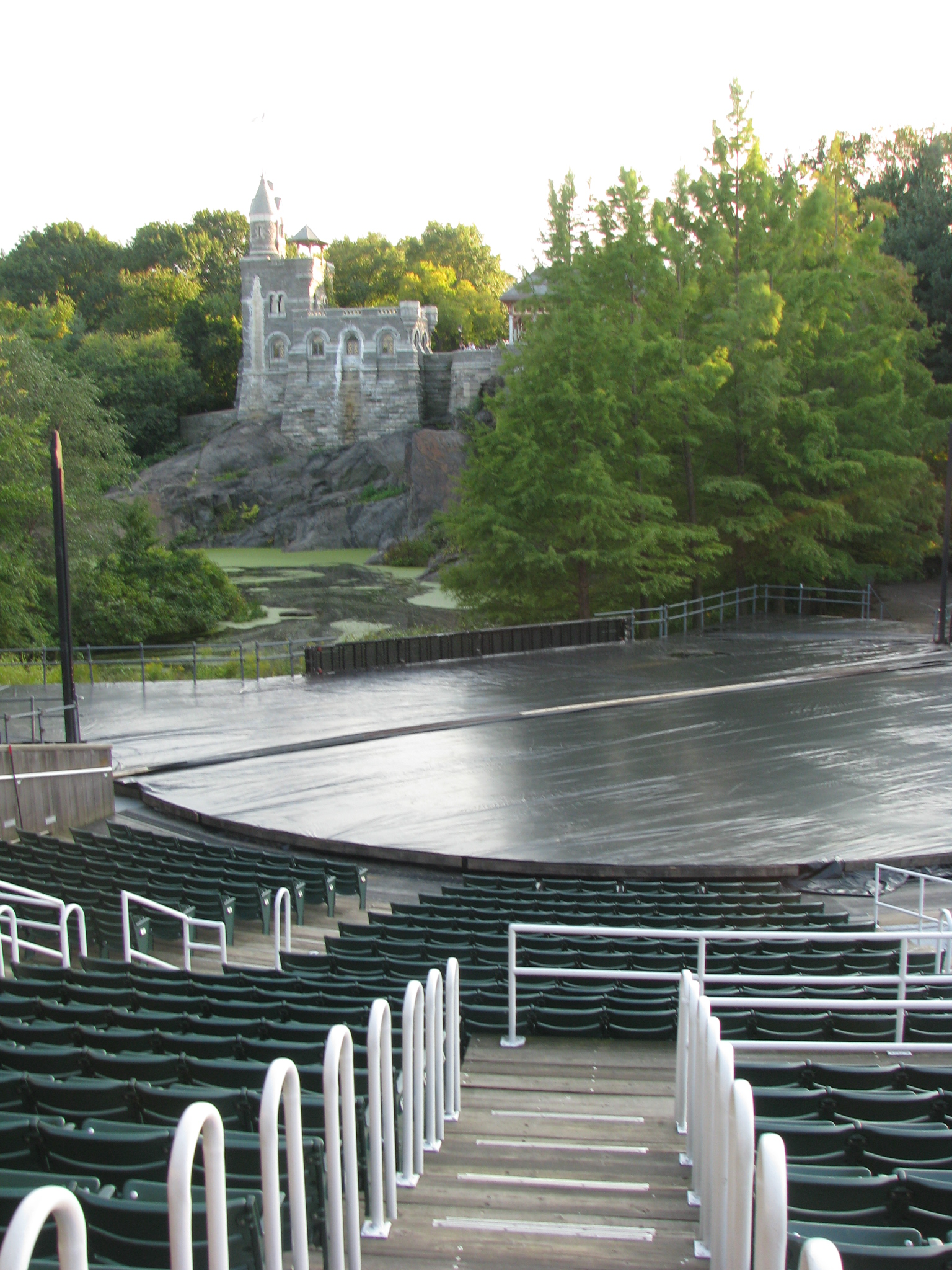
تئاتر دلاکورت در شهر نیویورک

شکسپیر در پارک (به انگلیسی: Shakespeare in the Park) به جشنواره‌های روبازی می‌گویند که به اجرای نمایش‌های ویلیام شکسپیر می‌پردازند. این نوع جشنواره ابتدا در نیویورک به تهیه‌کنندگی جوزف پاپ آغاز شد و بعد به شهرها و کشورهای دیگر تسری یافت. شکسپیر در پارک نیویورک در تئاتر دلاکورت در سنترال پارک به صورت سالانه برگزار می‌شود.
این جشنواره‌ها که از دهه ۵۰ میلادی آغاز شده‌است، هرساله در تابستان برگزار می‌شود. شکسپیر در پارک نیویورک معمولاً از مه تا اوت ادامه دارد.